# Esofagite eosinofílica
Esofagite eosinofílica é uma doença inflamatória crônica do esôfago. Geralmente cursa com disfagia.
Deve ser suspeitada quando uma doença do refluxo gastroesofágico (DRGE) não responde à terapia medicamentosa.

## Diagnóstico
O diagnóstico se baseia nos sintomas e nas biópsias do esôfago, que são obtidas através de endoscopia digestiva alta.
As amostras obtidas pelas biópsias devem ser examinadas por um patologista, que faz o diagnóstico de esofagite eosinofílica quando encontra mais de 15 eosinófilos em campo de grande aumento.